# Station Duirinish
Station Duirinish (Engels: Duirinish railway station) is het spoorwegstation van de Schotse plaats Duirinish. Het station ligt aan de Kyle of Lochalsh Line en is geopend in 1897.